# Fédération Française de Basketball
Die Fédération Française de Basketball (FFBB) ist ein Verband, um den Basketball in Frankreich zu organisieren, zu entwickeln und populär zu machen. 
Der Verband ist vom französischen Ministerium für Sport, Olympische und Paralympische Spiele und von der FIBA anerkannt. 
Der Verband wurde 1932 gegründet. Davor war der Basketball durch die Fédération Française d’athlétisme organisiert worden. Im Jahr 1933 wurde die FFBB von der FIBA anerkannt. 
Aktueller Präsident ist Jean-Pierre Hunckler. Sein Generalsekretär ist Thierry Balestriere.
Der Verband organisiert die nationalen Meisterschaften und ist für die Französische Basketballnationalmannschaft und die Französische Basketballnationalmannschaft der Damen verantwortlich.

## Infos zum Verband
| Kriterium                 | Fakten                    |
| ------------------------- | ------------------------- |
| Sitz                      | Paris                     |
| Gründung                  | 1932/1920?                |
| FIBA-Mitglied             | Ja                        |
| FIBA-Mitglied seit        | 1933                      |
| Aktueller Präsident       | Jean-Pierre Hunckler      |
| Aktueller Generalsekretär | Thierry Balestriere       |
| Höchste Liga              | Ligue Nationale de Basket |
| Sonstiges                 |                           |

## Basketballnationaltrainer des Verbandes (Auswahl)
- Vincent Collet
- Pascal Donnadieu
- Michel Gomez
- Alain Weisz
- Robert Busnel

## Liste von Präsidenten
| Name                 | von  | bis   | Beleg |
| -------------------- | ---- | ----- | ----- |
| Robert Busnel        | 1967 | 1980  | [ 2 ] |
| Robert Founs         | 1980 | 1985  |       |
| René David           | 1985 | 1992  |       |
| Yvan Mainini         | 1992 | 2010  | [ 3 ] |
| Jean-Pierre Siutat   | 2010 | 2024  |       |
| Jean-Pierre Hunckler | 2024 | heute | [ 1 ] |

## Liste von Generalsekretären
| Name                | von | bis   | Beleg |
| ------------------- | --- | ----- | ----- |
| Thierry Balestriere |     | heute | [ 1 ] |